# Харанорская ГРЭС
Харанорская ГРЭС — крупнейшая тепловая электростанция Забайкальского края России, расположенная в посёлке Ясногорск Оловяннинского района на реке Онон. В настоящий момент принадлежит Группе Интер РАО (ранее — ОАО «ОГК-3»).
Является источником теплоснабжения посёлка Ясногорск. Рассматривается возможность снабжения тепловой энергией посёлка Ясная.
Харанорская ГРЭС расположена на юго-востоке Забайкальского края, рядом с рекой Онон и железнодорожной станцией "Ясногорск Забайкальский". Удалённость от краевого центра - города Читы - 280 км, от границы с Китаем - 230 км.
Установленная мощность Харанорской ГРЭС составляет 665 МВт. На станции три действующих энергоблока. Первый энергоблок был введен в эксплуатацию в 1995 г., второй – в 2001 г., третий – в 2012 г. Основным видом топлива являются бурые угли Харанорского и Уртуйского угольных разрезов.

## Описание
Установленная электрическая мощность электростанции составляет 665 МВт (или 41,4 % от общей установленной мощности электростанций Забайкальского края), тепловая мощность — 329,3 Гкал/час.
Основное оборудование – три действующих энергоблока:
Энергоблок №1 мощностью 215 МВт запущен 15.07.1995 г.
Энергоблок №2 мощностью 215 МВт запущен 10.10.2001 г.
Котлы: ТПЕ - 216 Таганрогского завода
Турбины: К – 215 - 130 Ленинградского завода
Энергоблок №3 мощностью 225 МВт запущен 16.11.2012 г.
С 01.12.2016 г. Энергоблок №3 переаттестован до 235 МВт
Котел: ТПЕ - 216 М Таганрогского заводов
Турбина: К – 225 - 12,8 – 3 Р Ленинградского завода

## История
К сооружению ГРЭС приступили в 1976 году Место расположения электростанции определили три фактора: близость месторождений харанорских углей, наличие железнодорожной инфраструктуры, близость источника водоснабжения (река Онон).
Технический проект на строительство Харанорской ГРЭС был утверждён Министерством энергетики и электрификации СССР 8 октября 1977 года.
Разработкой всей детальной, сметной и технической документации занимался институт «Теплоэлектропроект» (Томский филиал).
Основные строительно-монтажные работы проводились на станции в 1990-1995 годах. История Харанорской ГРЭС как энергетического предприятия начинается с даты пуска первого энергоблока 15 июля 1995 года, когда было проведено комплексное испытание оборудования с включением в Читинскую энергосистему. Спустя 6 лет, 10 октября 2001 года, введён в эксплуатацию второй энергоблок. Серьёзным испытанием коллектива на прочность стало стихийное бедствие в августе 1999 года: смерч разрушил торцы главного корпуса станции, сотни тонн металлоконструкций рухнули внутрь здания. Сотрудникам станции тогда пришлось трудиться день и ночь. Они отлично понимали, что до наступления холодов необходимо всё восстановить. Было тяжело, но всё-таки выстояли, победили. В итоге последствия ураганного смерча были ликвидированы всего за полгода. 
В связи с развитием Забайкальского горно-металлургического комплекса в 2002 году было принято решение о сооружении третьего энергоблока. Строительные работы начались в 2008 году. С вводом третьего энергоблока 16 ноября 2012 года установленная мощность станции увеличилась с 430 МВт до 655 МВт.
Уникальность третьего энергоблока заключалась в том, что при изготовлении трубопроводов острого пара были использованы высоколегированные стали и впервые в России вместо водородной системы охлаждения генератора внедряется воздушная.
С 01.12.2016 г. энергоблок №3 переаттестован до 235 МВт, в связи с чем установленная мощность электростанции увеличилась с 655 МВт до 665 МВт.
Переаттестация третьего энергоблока с увеличением мощности на 10 мегаватт стала возможной за счёт конструктивных резервов и особенностей, а  также номинальных характеристик энергооборудования 3-го блока без реконструкции. Решение о переаттестации 3-го блока Харанорской  ГРЭС подтверждено с 1 декабря 2016 года актом перемаркировки, согласованным системным оператором.